# Єлизавета Гессен-Дармштадтська
Єлизавета Марія Аліса Вікторія Гессенська і Прирейнська (нім. Elisabeth Marie Alice Victoria von Hessen und bei Rhein; 11 березня 1895, Дармштадт, Німеччина — 16 листопада 1903, Скерневиці, Польща) — єдина дочка великого герцога Гессенського Ернста Людвіга і його першої дружини англійської принцеси Вікторії Меліти.
Єлизавета була племінницею останньої російської імператриці Олександри Федорівни, улюбленою правнучкою королеви Великої Британії Вікторії по батькові і правнучкою російського імператора Олександра II по матері. Батьки дівчинки розлучилися в 1901 році, і принцеса багато часу стала проводити з батьком, який буквально обожнював її.
У 1903 році Єлизавета з батьком відправилася на зустріч із російською імператорською сім'єю в Скерневицях, де багато часу проводила в спільноті дочок імператора. У листопаді дівчинка захворіла, проте особливого значення відразу цьому не надали. 16 листопада Єлизавета померла від тифу, проте ходили чутки, що вона стала жертвою спроби отруєння Миколи II.

## Народження

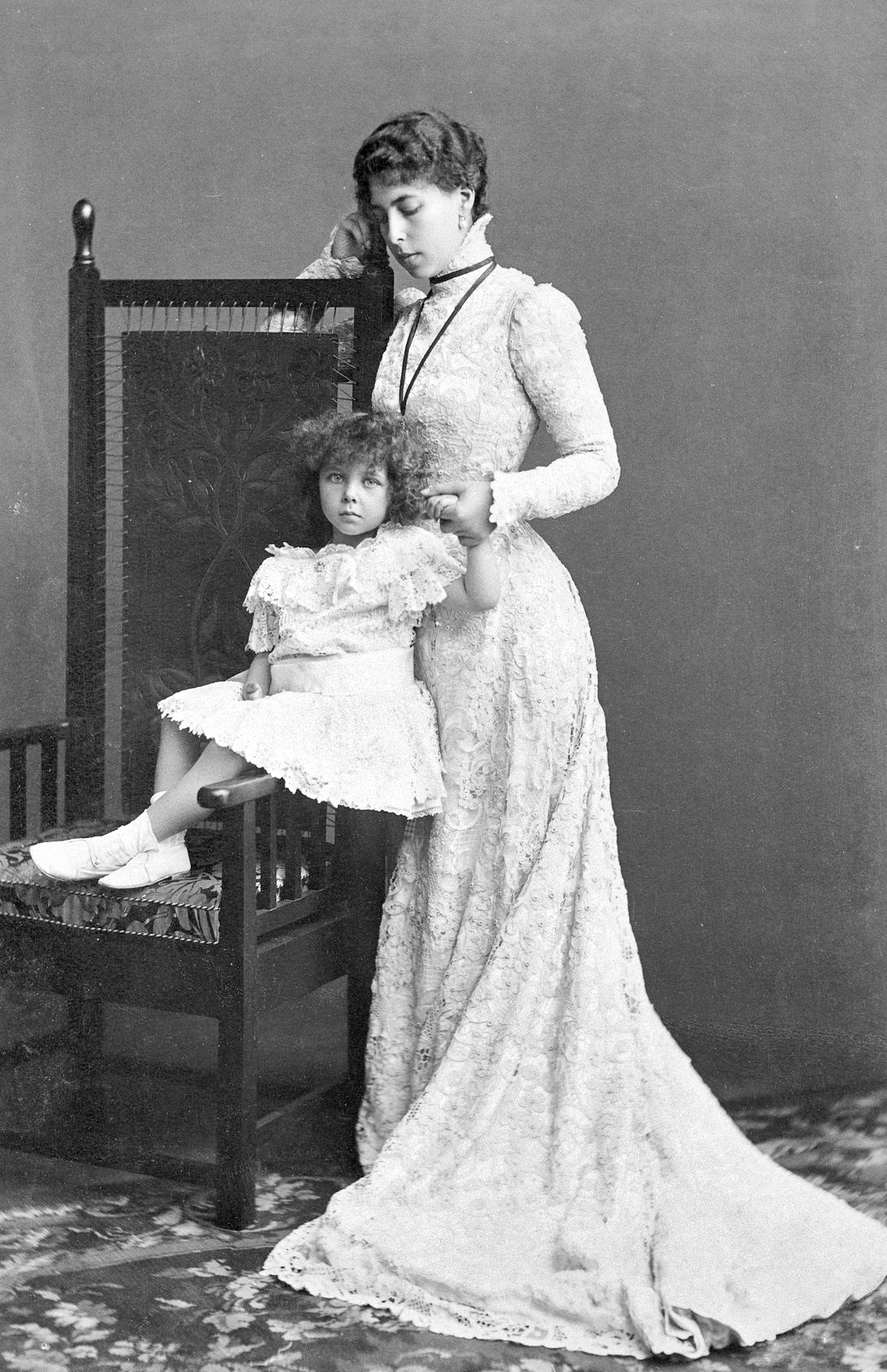
Єлизавета з матір'ю в 1898 році

Єлизавета народилася в 1895 році в родині Ернста Людвіга, великого герцога Гессенського і його першої дружини, британської принцеси Вікторії Меліти. Новонароджена принцеса отримала титул ЇЇ Великогерцогського височества, який носила все своє недовге життя. Дівчинка була хрещена 24 березня 1895 року в Новому палаці Дармштадта під іменами Єлизавета Марія Аліса Вікторія. Свої імена «Єлизавета» і «Аліса» дівчинка отримала на честь сестер Ернста Людвіга — великої княгині Єлизавети Федорівни та російської імператриці Олександри Федорівни (до прийняття православ'я — Єлизавети і Аліси Гессенських), «Марія» і «Вікторія» — на честь сестри Вікторії Меліти румунської королеви Марії і британської королеви Вікторії відповідно. Хрещеними батьками стали Єлизавета Федорівна і Марія Единбурзька, а також дід принцеси — Альфред, герцог Єдинбурзький і Саксен-Кобург-Готський. У родині принцеса була відома під прізвиськом Елла; таке ж прізвисько носила і тітка Єлизавети, велика княгиня Єлизавета Федорівна.
По материнській лінії Єлизавета була правнучкою російського імператора Олександра II через його єдину дочку Марію; по батьківській лінії дівчинка була онукою Людвіга IV, великого герцога Гессенського, і Аліси Великобританської . Дід Єлизавети по матері і бабуся по батькові були рідними братом і сестрою і, таким чином, батьки дівчинки, прозвані в сім'ї Ерні і Даки, доводилися один одному кузенами. Шлюб Ернста Людвіга і Вікторії Меліти, укладений за наполяганням спільної бабусі, британської королеви Вікторії, не був щасливим з самого початку.
Єлизавета народилася, коли Вікторії Меліті було вісімнадцять років. Вона любила Єлизавету, однак це почуття меркло в порівнянні з любов'ю Ернста до їхньої дочки. Ернст був переконаний, що тільки він міг зрозуміти дочку ще до того, як вона навчилася говорити. Коли дівчинці виповнилося шість місяців, її повинні були переселити в нову кімнату, і батько «консультувався» з нею з приводу колірних переваг: Ернст Людвіг стверджував, що вона видавала «щасливий короткий вереск», коли він показував їй особливий відтінок бузкового кольору; виходячи з цього досвіду, герцог декорував кімнату дочки в бузкових тонах.

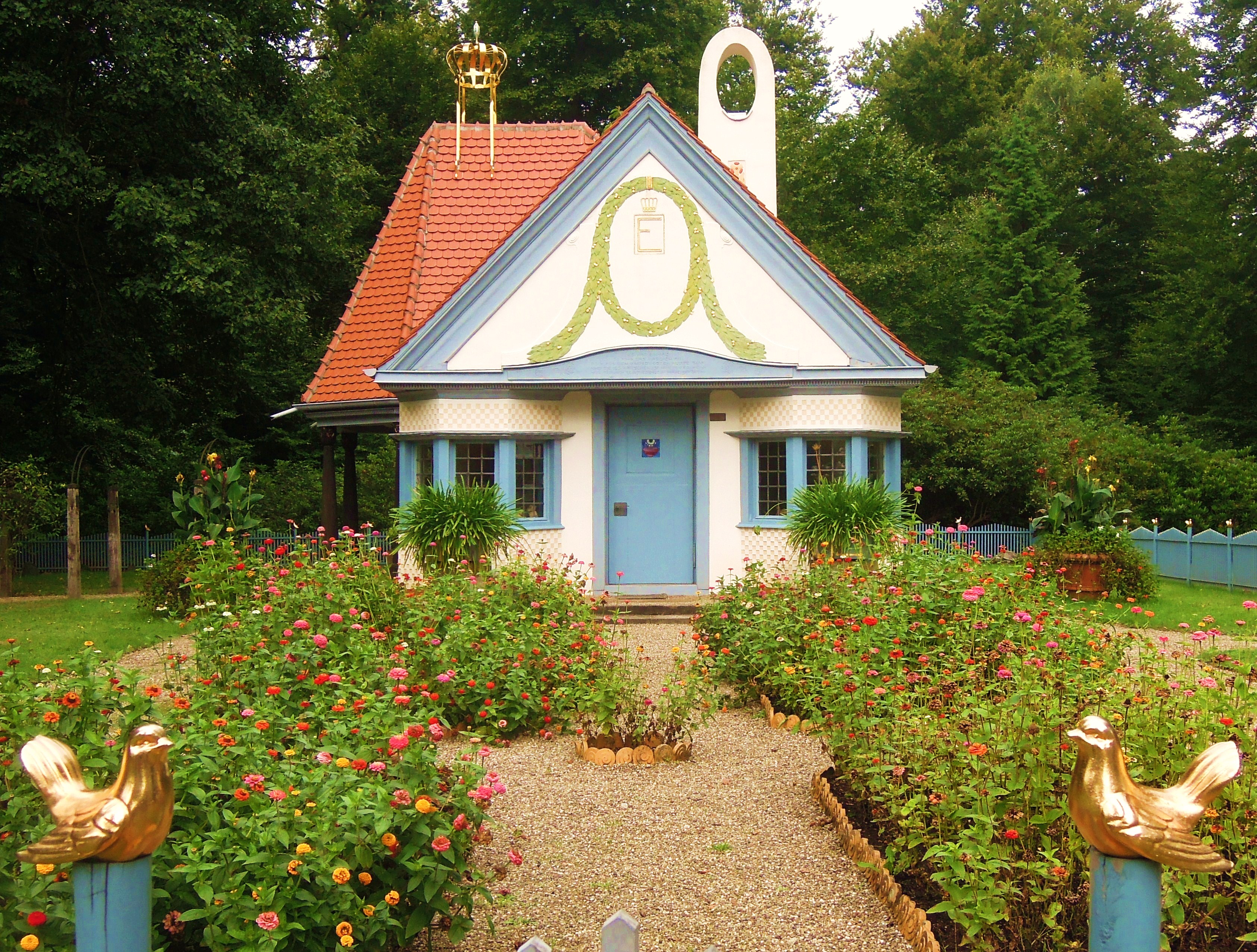
Будиночок з садом принцеси Єлизавети в Вольфсгартені

У 1902 році Ернст Людвіг замовив австрійському архітектору Йозефу Марії Ольбріху будівництво для дочки ігрового будиночка з власним садом на території колишнього мисливського замку Вольфсгартен в Лангені. Висота будиночка становила 1,9 метрів; сама будівля складалася з салону і кухні і була повністю адаптована під розміри і потреби дитини. На фасаді будиночка красувався вензель Єлизавети. Ернст Людвіг проводив багато часу в цьому будинку, в той час як іншим дорослим заборонялося ступати на його територію, «на превеликий жаль королівської медсестри і вихователів, яких можна було бачити нетерпляче походжуючими взад і вперед біля будиночка в очікуванні, поки їх жваві юні підопічні закінчать свої ігри і вийдуть». У наші дні цей ігровий будинок є останнім творінням Ольбріха, що зберіг свій початковий вид.

## Дитинство

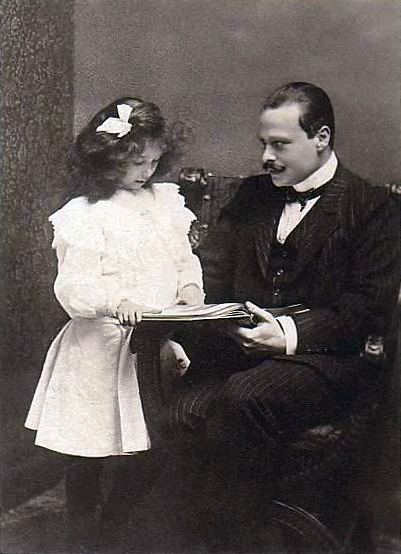
Принцеса Єлизавета разом з батьком в 1901/1902 році

Маргарита Ігер, гувернантка дочок імператора Миколи II, описувала Єлизавету як «милу і красиву дитину з великими сіро-блакитними очима і з густим темним волоссям. Вона була схожа на свою матір не тільки лицем, але і манерами». У чотирирічному віці принцеса виявила бажання обзавестися сестричкою і спробувала вмовити своїх тітку і дядька дозволити батькам удочерити одну з кузин з боку батька — велику княжну Тетяну Миколаївну. У батьків Єлизавети була ще одна дитина — хлопчик, що народився мертвим в 1900 році.
Принцеса була улюбленою правнучкою королеви Вікторії, яка ніжно називала її «своєю коштовністю» (англ. my precious). Піклуючись про Єлизавету, королева Вікторія відмовилася дати дозвіл на розлучення Вікторії Меліти і Ернста Людвіга. Саме Єлизавета була тією принцесою, яку королева побажала побачити першою і від якої, також першою, хотіла прийняти привітання в восьмидесятий день народження в 1899 році. Коли Єлизавета почула, як по дорозі нижче Віндзорського замку наближалася повозка королеви, запряжена поні, маленька принцеса вибігла на балкон, замахала руками і прокричала «Бабуся, бабуся, я тут!»; грайливість Єлизавети змусила королеву весело розсміятися.
Єлизавета рано стала виконувати обов'язки при герцогському дворі. Так, в 1901 році вона разом з батьками відкривала виставку об'єднання художників Дармштадта. У тому ж році, 22 січня, померла королева Вікторія. Незадовго до її смерті бабуся Єлизавети, велика княжна і герцогиня Единбурзька Марія Олександрівна, привела п'ятирічну принцесу до прабабусі, щоб попрощатися. Після смерті королеви дівчинку привели поглянути на тіло великої прабабусі і їй було сказано, що тепер королева знаходиться з ангелами, на що Єлизавета заперечила: «Але я не бачу крил». На похоронах Вікторії Єлизавети сиділа поруч зі своїм троюрідним братом Девідом, який пізніше став королем Едуардом VIII. «Милий маленький Девід поводився так добре під час служби, — писала його тітка Мод Уельська, — і його підтримувала маленька гессенська дівчинка, яка взяла його під своє заступництво і більшу частину часу обіймала його за шию. Вони виглядали такою чарівною парою».

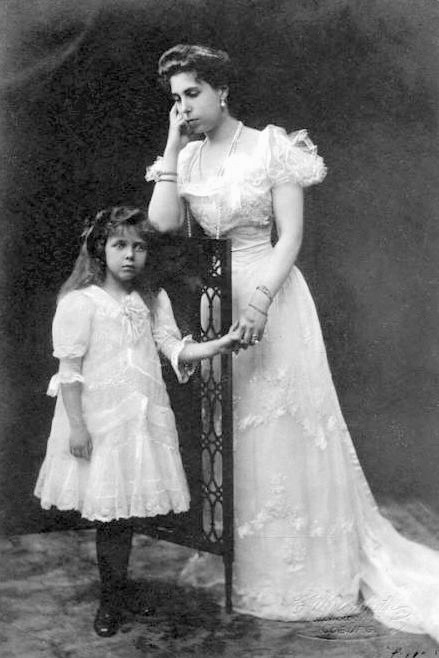
Єлизавета з матір'ю після розлучення батьків

У своїх мемуарах, написаних, коли після смерті принцеси пройшло більше тридцяти років, Ернст Людвіг відзначав, що Єлизавета була «глибоко чутлива» і мала «дуже велике серце». Він також писав, що «ніколи не знав дитини, яка мала би стільки ж впливу на дорослих. Її характер був дуже сильним, а її внутрішня гідність не дозволяла їй бути балованою» . У грудні 1901 року, після смерті королеви Вікторії, батьки Єлизавети змогли розлучитися; її мати на той час вже вступила в зв'язок з іншим своїм кузеном, своїм майбутнім чоловіком, великим князем Кирилом Володимировичем. Розлучення батьків означало, що принцесі доведеться жити по півроку з батьком в Дармштадті і півроку з матір'ю в її новому будинку в Кобурзі. Спочатку Єлизавета ставилася до матері холодно, будучи ображеною на розлучення, і вважала за краще весь час залишатися з батьком, хоча Вікторія Меліта робила все можливе, щоб налагодити відносини з дочкою під час своїх нечисленних візитів.
У своїх мемуарах Ернст писав, що йому насилу вдавалося вмовити Єлизавету відвідати матір. Перед одним з візитів Ернст Людвіг виявив принцесу «яка плакала під диваном, сповнена відчаю». Він запевнив Єлизавету, що мати любить її так само, як він сам. «Мама каже, що любить мене, а ти дійсно любиш мене», — відповіла принцеса. Маргарита Ігер вважала, що у цієї дитини були найсумніші очі, які вона коли-небудь бачила. «Дивлячись на неї, я гадала, що ж ці широкі сіро-блакитні очі бачили, що принесло таку печаль на дитяче обличчя», — писала вона. Ігер вважала, що Єлизавета передчувала свою смерть, оскільки часто говорила своїй двоюрідній сестрі, великій княжні Ользі Миколаївні, що «ніколи не побачить цього знову». Однак, незважаючи на печаль в очах Єлизавети, вона зазвичай залишалася милою щасливою дитиною, яка виступала в якості миротворця в суперечках кузенів.

## Смерть

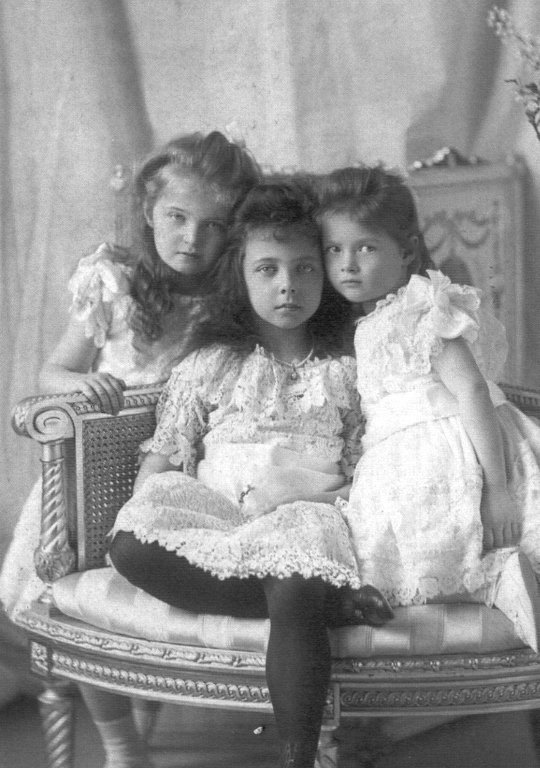
Єлизавета з великими княжнами Ольгою Миколаївною і Тетяною Миколаївною в 1900 році

6 жовтня 1903 року Ернст Людвіг відвідав великий сімейний збір в Дармштадті з нагоди майбутнього весілля його племінниці, принцеси Аліси Баттенберг, і Андрія, принца Грецького і Датського. Кілька тижнів тому він відправився погостювати до родини своєї молодшої сестри, російської імператриці Олександри Федорівни. Ернст Людвіг разом з дочкою оселився в мисливському будиночку в м. Скерневиці (царство Польське), що належав імператорській родині, де Єлизавета відправлялася на довгі прогулянки і пікніки в лісі зі своїми двоюрідними сестрами.
Вечорами російські княжни влаштовували веселі ігри у дворі. В один з таких вечорів англійська няня Єлизавети, що називала її «моя дитино», сказала Маргариті Ігер, що хоче показати ці ігри принцесі, оскільки вони будуть цікаві їй. На підвіконні дитячої для Єлизавети було споруджено «гніздо» з ковдр і подушок, і маленька принцеса могла насолоджуватися видовищем. Одного ранку восьмирічна Єлизавета прокинулася з болем у горлі та грудях. Російський придворний лікар порахував, що дівчинка просто стомилася під час ігор напередодні ввечері. Однак незабаром у неї піднялася температура до 40° С. Проте ніхто з присутніх не припускав, що хвороба була серйозною, і плани на день залишалися колишніми. До вечора Єлизавета стала відчувати дуже сильний біль і почала задихатися. 15 листопада з Варшави був викликаний інший лікар, який визначив у дівчинки «параліч серця». Він дав принцесі кофеїн і камфору, щоб прискорити серцебиття, але це не допомагало.
«Раптово вона сіла в ліжку і стала переводити погляд широко розкритих переляканих очей з одного з нас на іншого», — писала Ігер. Єлизавета скрикнула раптом: «Я вмираю! Я вмираю!». Її почали вмовляти лягти назад в ліжко, але дівчинка залишалася збудженої. Вона повернулася до Ігер і сказала стурбовано: «Надішліть телеграму мамі». Ігер пообіцяла, що це буде зроблено. Єлизавета додала: «Негайно …». «Ми продовжували роздувати слабкий вогник життя, але з кожною миттю він згасав. Вона стала говорити зі своїми кузинами і, здавалося, уявляла собі, що грає з ними. Вона просила побачитися з маленькою Анастасією, і я привела дитину в кімнату. Очі вмираючої зупинилися на ній на мить, і Анастасія сказала: «Бідна кузина Елла! Бідна принцеса Єлизавета! Я поспішила відвести княжну з кімнати», — писала Ігер. Лікарі сказали імператриці Олександрі, що мати дитини повинна бути повідомлена, але телеграма прибула в будинок Вікторії Меліти тільки вранці наступного дня, коли Єлизавета була вже мертва. Розтин підтвердив, що дівчинка померла від тифу, хоча подейкували, що принцеса з'їла отруєну страву, яка призначалася імператору Миколі II.

## Поховання

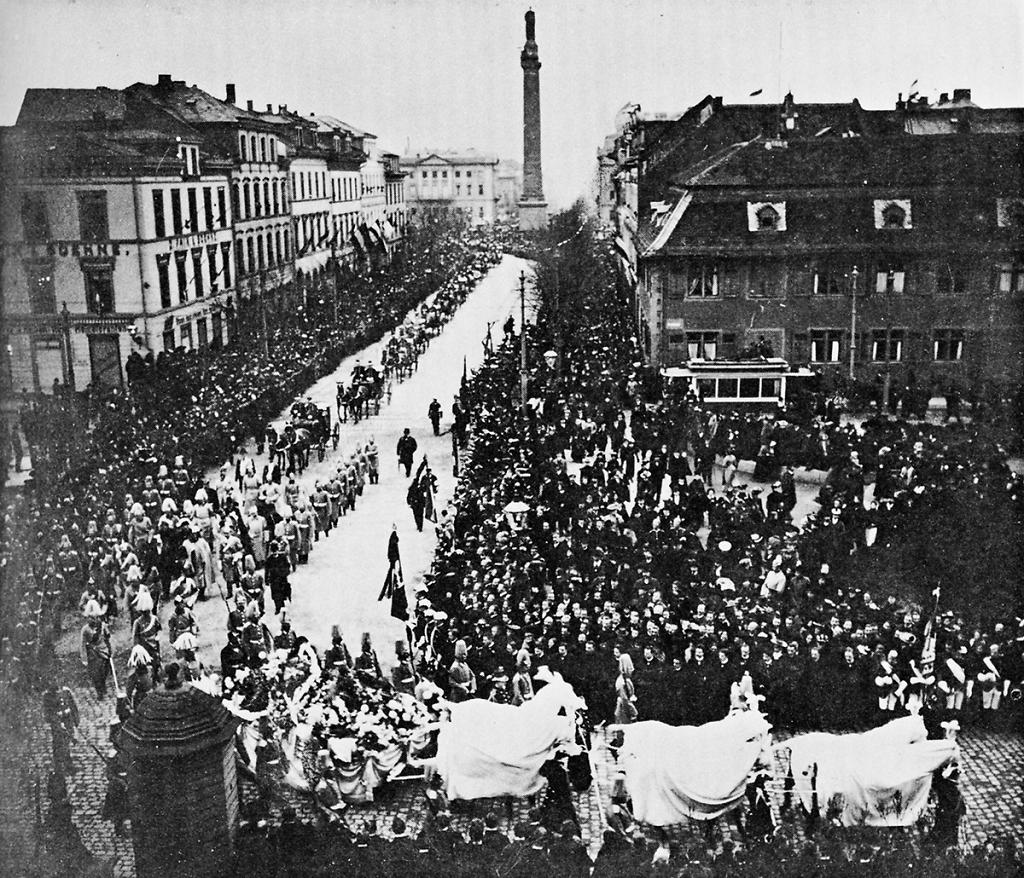
Похоронна процесія в Дармштадті 19 листопада 1903 року

Тіло Єлизавети було поміщено в срібну труну, подаровану Миколою II для повернення принцеси в Дармштадт. Ернст Людвіг організував похорон дочки в білих тонах: всі атрибути похорону, в тому числі квіти, коні і одяг людей, які йшли за катафалком, були білими замість чорних. Народ Гессена приходив тисячами, щоб побачити похоронну процесію і, як писав Ернст Людвіг, «ридав в унісон так, що я міг чути їх».
Кайзер Вільгельм II, вражений смертю принцеси, писав Миколі II 7 листопада 1903 року: «Яка радісна і весела вона була в той день в Вольфсгартене, коли я був там, так сповнена життя, веселощів і здоров'я … який це жахливий удар для бідного Ерні, який в ній душі не чув і обожнював цю маленьку чарівницю!».

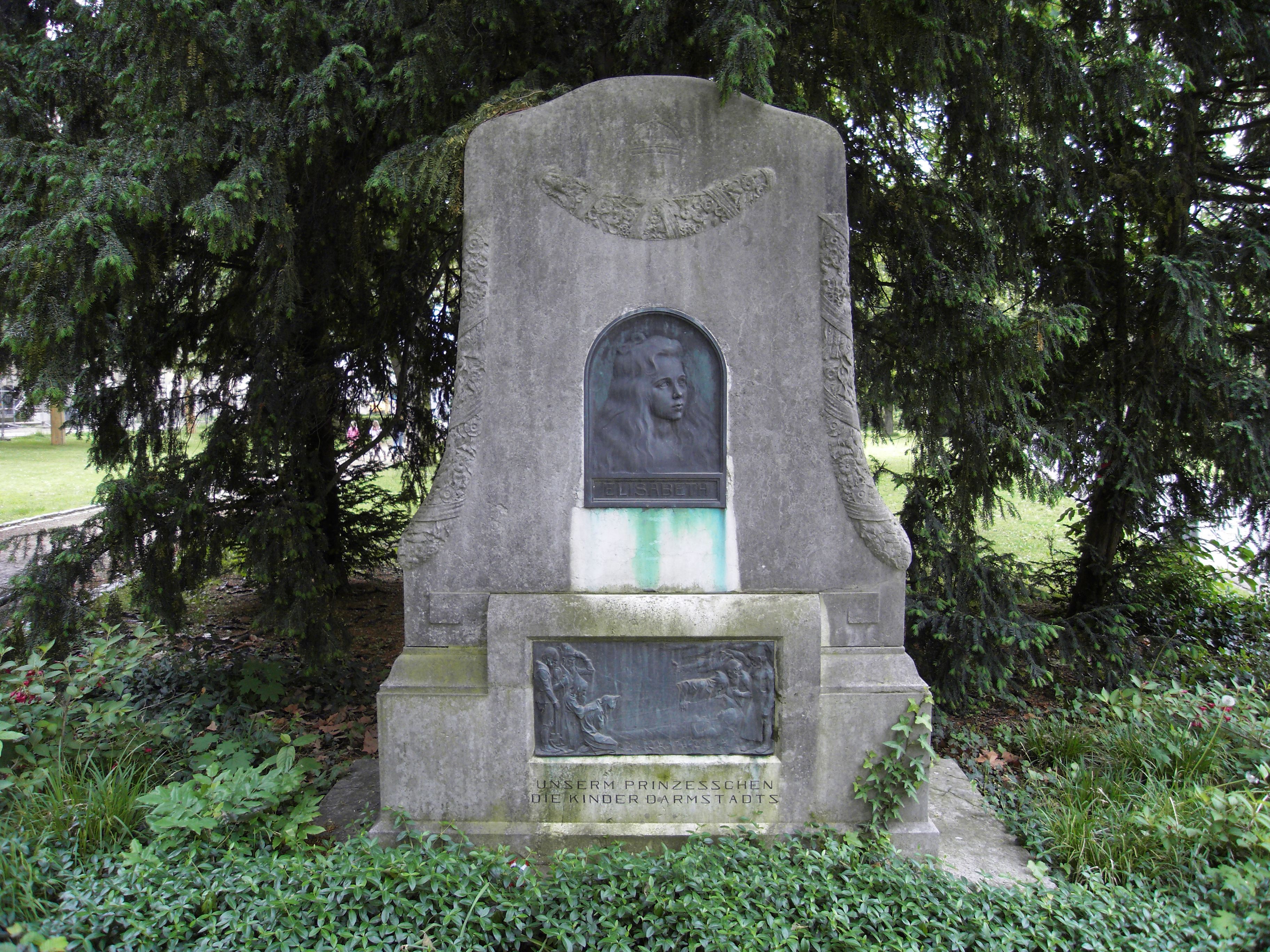
Пам'ятник на могилі принцеси

Тіло Єлизавети було поховано в Розенхее поруч з іншими членами гесенської великогерцогської сім'ї. Вікторія Меліта поклала знак ордена Гессенів, дарований їй після шлюбу, в труну Єлизавети. Над могилою принцеси був встановлений пам'ятник з її зображенням, під яким було зроблено рельєфне зображення семи гномів, які охороняють скляну труну Білосніжки. 25 жовтня 1905 року в парку Розенхее на пожертвування городян був встановлений мармуровий ангел в пам'ять про Єлизавету.
Ернст Людвіг важко переживав смерть Єлизавети. Він не бажав, щоб хтось інший носив прикраси дочки, і тому доручив придворному ювелірові інкрустувати їх в чашу для причастя, палітурку Біблії і окаймування лампади. В наші дні Біблія зберігається в міській церкві Дармштадта.
2 лютого 1905 року батько принцеси одружився вдруге, і в цьому шлюбі у нього народилося двоє синів. Однак Ернст Людвіг все також був спустошений через смерть Єлизавети, яка була «світлом його життя», і тому в своєму заповіті побажав бути похованим поруч з дочкою.